# Waldemar Szczepaniak
Waldemar Szczepaniak (ur. 1960) – polski aktor, członek zespołu Teatru Nowego w Poznaniu.

## Życiorys
W 1983 ukończył Państwową Wyższa Szkołę Teatralną we Wrocławiu (dyplom 1984). W swoim dorobku ma występy w filmach, m.in. Powrót do Polski (1988), Gry uliczne (1996), Fala zbrodni, Twarzą w twarz 2 (2008). Na deskach teatru występuje w sztukach, m.in. Faust, Przyjęcie dla głupca, Rutherford i syn, Król Ryszard III, Pamięć wody, Dom lalki, Lekcja, Mister Barańczak.
Waldemar Szczepaniak wystąpił także w rosyjskojęzycznej kazachskiej produkcji filmowej pt. Podarunek dla Stalina. Wcielił się tam w postać Jerzego, polskiego lekarza-zesłańca.
Obecnie również wykładowca scen współczesnych w Studiu Aktorskim STA w Poznaniu.